# Валуй (Белгородская область)
Валуй — село в Красногвардейском районе Белгородской области России. В составе Коломыцевского сельского поселения.

## География
Село расположено в восточной части Белгородской области, в верхнем течении одноимённой реки (притока Оскола), в 12,9 км по прямой к югу от районного центра, города Бирюча.

## История

### Происхождение названия
Название — по реке («ручью») Валую, в верховьях которой расположилось село. Диалектное «валуй» в Курской и Орловской губерниях означало «неповоротливый человек, лентяй». Речка могла получить такое название за медленное, «ленивое течение». Однако, замечает краевед В. А. Прохоров, — «этимология не очень надежна».

### Исторический очерк
Селение возникло предположительно в конце XVII века, известно по документам 1709 года.
В 1859 году — Бирюченского уезда «хутор казенный Валуй (Селезнев) при речке Валуе» «по левую сторону большого почтового тракта от города Бирюча до города Острогожска» — 93 двора, православный молитвенный дом.
В начале 1900-х годов слобода Валуй (Селезневка, Новониколаевка) Ливенской волости Бирюченского уезда — при Харьково-Балашовской железнодорожной линии, при ручье Валуй, 165 дворов, церковь, 2 общественных здания, церковно-приходская школа, 14 ветряных мельниц, маслобойный завод, мелочные и винные лавки.
В начале 1930-х годов хутор Валуй — центр Валуянского сельсовета в Буденновском районе ЦЧО.
В 1950-е годы Валуянский сельский Совет был самым крупным в Красногвардейском (бывшем Буденновском) районе — 15 населенных пунктов: 3 села (Валуй, Злыднево, Коломыцево), железнодорожная станция Бирюч, 2 поселка и 9 хуторов.
С 1980-х годов село Валуй — в Коломыцевском сельсовете Красногвардейского района.
В 1997 году село Валуй в составе Коломыцевского сельского округа Красногвардейского района.

## Население
В 1859 году — 732 жителя (357 мужского и 375 женского пола).
В 1900-х годах — 1130 жителей.
В 1979 году в Валуе — 483 жителя, через 10 лет — 401 (172 мужчины, 229 женщин).
В 1997 году в Валуе — 165 хозяйств, 400 жителей.
| 1859 | 1897  | 2002 | 2010 |
| ---- | ----- | ---- | ---- |
| 732  | ↗1045 | ↘374 | ↘314 |